# (32686) 2072 T-1
2072 T-1 (asteroide 32686) é um asteroide da cintura principal. Possui uma excentricidade de 0.13121080 e uma inclinação de 0.73980º.
Este asteroide foi descoberto no dia 25 de março de 1971 por Cornelis Johannes van Houten e Ingrid van Houten-Groeneveld e Tom Gehrels em Palomar.